# N6 (Zuid-Afrika)
De N6 is een nationale weg in Zuid-Afrika. De weg loopt van Oos-Londen in de provincie Oost-Kaap naar Bloemfontein in de Vrijstaat.